# Parksville

Parksville é uma cidade do Canadá, província de Colúmbia Britânica. Está localizado na Ilha de Vancouver. Sua população é de 10,323 habitantes (do censo nacional de 2001). Sua principais fontes de renda são o turismo e a pesca. Na cidade teve as gravações de Sonic - O Filme